# 颈红蝽属
颈红蝽属为红蝽科的一个属。

## 下属物种
本属包括以下物种：
- 颈红蝽 Antilochus coquebertii (Fabricius, 1803)，大紅星椿象
- Antilochus lineatipes
- 黑足颈红蝽 Antilochus nigripes （Antilochus migripes）
- 朱颈红蝽 Antilochus russus